# Chiltern Railways
Chiltern Railways è un operatore ferroviario del Regno Unito appartenente al gruppo Arriva, che gestisce il marchio Chiltern Railways dal luglio 1996. Opera servizi ferroviari pendolari e regionali dalla stazione di Marylebone nel centro di Londra verso destinazioni nel Buckinghamshire, Oxfordshire e Warwickshire, oltre a treni a lunga percorrenza verso le West Midlands. I servizi sulla Chiltern Main Line vanno da Marylebone alle stazioni di Birmingham Snow Hill, Stratford-upon-Avon e Oxford, con alcuni servizi che nelle ore di punta vengono estesi fino a Kidderminster.
La Chiltern Railways opera anche treni lungo la linea fra Londra e Aylesbury e sulle diramazioni Princes Risborough-Aylesbury e Oxford-Bicester.

## Storia
Nell'ambito della privatizzazione delle linee ferroviarie britanniche degli anni novanta il franchise delle Chiltern Railways fu assegnato alla compagnia M40 Trains nel giugno 1996, per un periodo di sette anni a partire dal 21 luglio 1996.  La M40 Trains era una compagnia di management buyout guidata da alcuni ex manager della British Rail, che detenevano una quota del 51%, sostenuta dalla compagnia di costruzioni e infrastrutture John Laing (26%) e dalla 3i (23%). Una ristrutturazione nel marzo del 1999 vide la John Laing portare la propria quota all'84%, con il restante 16% nelle mani degli ex manager British Rail.
Nell'agosto 2000 la M40 Trains ottenne una nuova concessione di durata ventennale, sottoposta alla condizione che venissero effettuati determinati investimenti. La nuova concessione ebbe inizio il 3 marzo 2002.
Nell'agosto 2002 la John Laing acquisì il rimanente 16% delle quote azionarie della M40 Trains Nel settembre 2006 la John Laing fu acquistata dalla Henderson Private Equity.
Nel dicembre 2004 Chiltern Railways rilevò dalla First Great Western Link i servizi passeggeri sulla diramazione da Leamington Spa a Stratford-upon-Avon.
Nel luglio 2007 la Henderson Equity Partners mise in vendita la Laing Rail. I gruppi Arriva e Go-Ahead espressero entrambi interesse all'acquisto, ma nel dicembre 2007 soltanto la tedesca Deutsche Bahn e la olandese NedRail erano rimaste in lizza. Nel gennaio 2008 la Laing Rail fu acquistata dalla Deutsche Bahn e la Chiltern divenne parte del gruppo DB Regio.
Una ristrutturazione all'inizio del 2011 ha portato la DB Regio a diventare una sussidiaria della Arriva UK Trains, la divisione del gruppo Arriva (acquisito dalla Deutsche Bahn nel 2010) che gestisce le concessioni ferroviarie del gruppo nel Regno Unito.
Nel maggio 2011 la Chiltern ha rilevato dalla First Great Western i servizi sulla linea Oxford-Bicester.

## Servizi

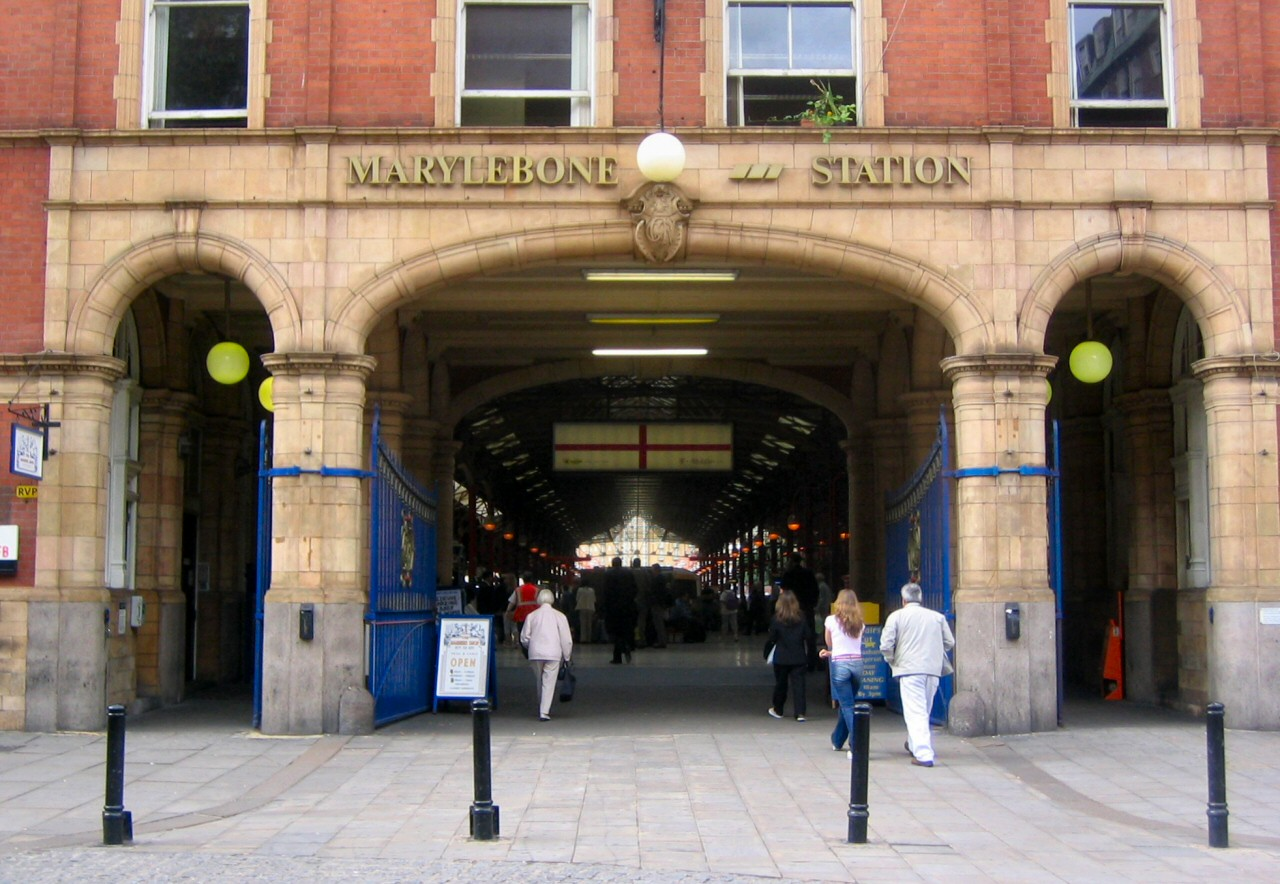
Ingresso principale della stazione di Marylebone

La Chiltern Railways opera regolari servizi passeggeri su cinque tratte.
La Chiltern Main Line è la spina dorsale della maggioranza dei servizi della Chiltern Railways ed è una delle due linee principali gestite dalla compagnia. La tratta collega Londra a Birmingham (alle stazioni di Marylebone e di Snow Hill, rispettivamente) e passa anche attraverso le città principali di High Wycombe, Banbury, Royal Leamington Spa, Warwick e Solihull.
Chiltern Railways opera treni lungo tutta la linea, con servizi che vanno da treni suburbani (come tra Marylebone e Gerrards Cross) a treni espresso ad alta velocità che viaggiano non-stop tra Marylebone e Birmingham Moor Street. Il servizio più veloce su questa linea, in base all'orario corrente, impiega 99 minuti (contro gli 82 minuti impiegati dalla Virgin Trains sulla tratta tra Londra Euston e Birmingham New Street percorrendo la West Coast Main Line.)
Oltre ai servizi della Chiltern Railways, la CrossCountry opera servizi regolari sulla linea a nord di Banbury, e la West Midlands Trains opera servizi regolari a nord di Dorridge.
La seconda linea principale gestita dalla compagnia è la linea Londra-Aylesbury, che collega la stazione di Marylebone con la città di Aylesbury, via Amersham. Tutti i servizi della Chiltern Railways su questa tratta percorrono tutta la linea tra Marylebone e Aylesbury e fermano in tutte le stazioni a nord di Amersham; la maggior parte dei servizi prosegue fino a Aylesbury Vale Parkway. La linea corre accanto ai binari della Metropolitan line della metropolitana di Londra tra Finchley Road e Harrow-on-the-Hill; oltre questa stazione, le due linee condividono i binari. Si tratta dell'unica situazione in cui servizi della National Rail usano dei binari non gestiti dalla Network Rail, con un accordo unico di accesso ai binari stipulato con la London Underground. Oltre Amersham (capolinea della Metropolitan line), tutti i servizi sono operati solamente dalla Chiltern Railways.
Le altre tre tratte regolarmente servite dalla compagnia sono tutte diramazioni. La linea Princes Risborough-Aylesbury collega Princes Risborough, sulla Chiltern Main Line, con Aylesbury, sulla linea Londra-Aylesbury. La maggior parte dei treni sulla linea continua oltre Princes Risborough fino a Londra Marylebone, offrendo così una rotta alternativa per raggiungere il centro di Londra da Aylesbury. La linea Oxford-Bicester si stacca dalla Chiltern Main Line immediatamente a sud di Bicester e collega la città con Oxford. La linea è servita principalmente da treni espresso da e per Marylebone. Fino al dicembre 2016 la linea terminava qualche miglio a nordest di Oxford, alla stazione di Oxford Parkway; la linea è stata in seguito estesa fino a raggiungere la principale stazione di Oxford. La linea Leamington-Stratford Line si dirama dalla Chiltern Main Line a Hatton, poche miglia a ovest di Leamington Spa, e raggiunge Stratford-upon-Avon. Questa diramazione è servita anche da convogli della West Midlands Trains.
| Chiltern Main Line                                                    | Chiltern Main Line | Chiltern Main Line |
| Tratta                                                                | treni per ora      | Ferma a |
| --------------------------------------------------------------------- | ------------------ | --- |
| Londra Marylebone - Gerrards Cross                                    | 1                  | Wembley Stadium, Sudbury & Harrow Road (servizio limitato), Sudbury Hill Harrow, Northolt Park, West Ruislip, Denham, Denham Golf Club (solo in direzione sud) |
| Londra Marylebone - High Wycombe                                      | 1                  | Wembley Stadium, South Ruislip, Gerrards Cross, Beaconsfield |
| Londra Marylebone - Aylesbury via High Wycombe                        | 1                  | Gerrards Cross, Seer Green and Jordans, Beaconsfield, High Wycombe, Saunderton, Princes Risborough, Monks Risborough, Little Kimble (occasionale) Little Kimble è servita principalmente con frequenza oraria, ma ci sono intervalli di 2 ore fra alcuni servizi. |
| Londra Marylebone - Banbury                                           | 1                  | Denham Golf Club (solo in direzione nord), Gerrards Cross, Beaconsfield, High Wycombe, Saunderton, Princes Risborough, Haddenham & Thame Parkway, Bicester North, Kings Sutton (1 treno ogni 2 ore)                                                               |
| Londra Marylebone - Oxford                                            | 1                  | High Wycombe (solo in direzione nord), Bicester Village, Oxford Parkway |
| Londra Marylebone - Oxford                                            | 1                  | High Wycombe (solo in direzione sud), Haddenham & Thame Parkway, Bicester Village, Islip (servizio limitato), Oxford Parkway |
| Londra Marylebone - Birmingham Snow Hill                              | 1                  | Bicester North, Banbury, Leamington Spa, Warwick, Warwick Parkway, Dorridge, Solihull, Birmingham Moor Street |
| Londra Marylebone - Birmingham Moor Street                            | 1                  | High Wycombe, Banbury, Leamington Spa, Warwick Parkway, Solihull |
| Leamington Spa shuttle                                                |                    | |
| Tratta                                                                | treni per ora      | Ferma a |
| Leamington Spa - Birmingham Moor Street                               | 1 treno ogni 2 ore | Warwick, Hatton, Lapworth, Dorridge, Solihull |
| Leamington Spa - Stratford-upon-Avon                                  | 1 treno ogni 2 ore | Warwick, Hatton, Claverdon (servizio limitato), Bearley (servizio limitato), Wilmcote, Stratford-upon-Avon Parkway |
| London - Aylesbury Line                                               |                    | |
| Tratta                                                                | treni per ora      | Ferma a |
| Londra Marylebone - Aylesbury (e Aylesbury Vale Parkway) via Amersham | 2                  | Harrow-on-the-Hill, Rickmansworth, Chorleywood, Chalfont & Latimer, Amersham, Great Missenden, Wendover, Stoke Mandeville 1 treno per ora prosegue per Aylesbury Vale Parkway (non-stop da Aylesbury)                                                             |

### Estensione per Kidderminster
Durante le ore di punta nei giorni feriali, alcuni servizi tra Londra Marylebone e Birmingham proseguono oltre quest'ultima, fino a Kidderminster (via Stourbridge Junction). Questi treni viaggiano verso Marylebone nelle ore di punta mattutine e ritornano verso Kidderminster nelle ore di punta serali. I convogli fermano anche in alcune stazioni tra Birmingham Moor Street e Kidderminster, anche se non tutti i servizi hanno lo stesso schema di fermate.
Nei giorni feriali sono quattro treni in ciascuna direzione tra Marylebone e Kidderminster, più uno che arriva solo fino a Stourbridge Junction. Il sabato ci sono quattro treni mattutini da Kidderminster a Marylebone; i servizi serali in direzione opposta sono stati introdotti nel dicembre 2017. Fino a quella data non c'erano servizi di domenica; dal dicembre 2017 sono stati introdotti due treni in ciascuna direzione.
La West Midlands Trains opera servizi regolari tra Birmingham Moor Street, Stourbridge Junction e Kidderminster nell'ambito della sua tratta Snow Hill route.

### Parliamentary trains

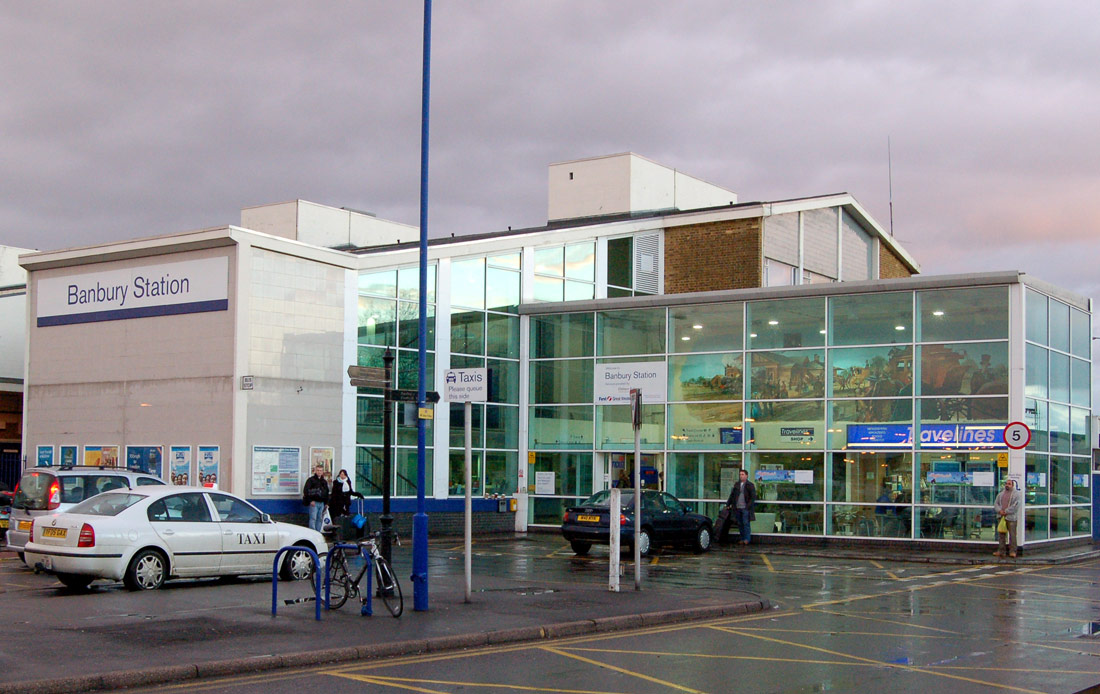
Biglietteria e ingresso principale della stazione di Banbury

La Chiltern Railways opera nei giorni feriali un c.d. servizio parlamentare da e per West Ealing sulla Greenford Line. Al dicembre 2018 l'orario prevede un treno al giorno da South Ruislip a West Ealing e un servizio di ritorno da West Ealing fino a High Wycombe. Fino al dicembre 2018 questo servizio operava sulla Acton-Northolt line per Londra Paddington.

### Buckinghamshire Railway Centre
In alcuni lunedì di bank holiday, i servizi sono estesi da Aylesbury fino al Buckinghamshire Railway Heritage Centre alla stazione di Quainton Road, poco a nord di Aylesbury Vale Parkway, sede di un'associazione dedicata alle ferrovie storiche.

## Biglietti e tariffe
Sin da quando ha ottenuto la concessione, la Chiltern Railways ha introdotto biglietti del tipo "Route: High Wycombe" per la sua tratta Londra-Birmingham, considerevolmente più economici del tipo "Route: Any Permitted" che permettono di viaggiare tra Birmingham e Londra anche sui più rapidi treni della Virgin per la stazione di Euston, oltre che con un certo numero di altri operatori e percorsi. La Chiltern offre una cabina di "Business Zone" su un limitato numero di treni Londra-Birmingham che consente, per un sovrapprezzo, di occupare un sedile più ampio in stile "prima classe".

## Qualità del servizio
La Chiltern era considerata uno dei migliori operatori ferroviari in Gran Bretagna, con indici di puntualità regolarmente superiori al 90% fino a quando l'introduzione di cambiamenti nel novembre 2015 e problemi di infrastrutture causarono il calo della puntualità all'86% nel dicembre 2015. Le prestazioni della Chiltern sono valutate con un metro di giudizio più severo rispetto ai concorrenti sulle linee a lunga percorrenza, come la Virgin Trains, dato che la Chiltern ha una tolleranza ammessa di 5 minuti laddove altri hanno una tolleranza di 10 minuti.

## Progetto Evergreen
Evergreen è il nome dato dalla Chiltern ai principali lavori sulle infrastrutture che la compagnia si è impegnata a realizzare nel corso dei 20 anni della durata della sua concessione, per migliorare linee e servizi. Il progetto è stato diviso in tre fasi distinte.

### Evergreen 1
L'obiettivo principale della fase 1 è stato il raddoppio dei binari sulla Chiltern Main Line tra Princes Risborough e Bicester North nel 1998 e tra Bicester North e Aynho Junction nel 2001, insieme alla ricostruzione della stazione di Haddenham and Thame Parkway portandola da una sola piattaforma a due piattaforme, la costruzione di una nuova piattaforma a Princes Risborough e l'aumento del limite di velocità sulla linea.

### Evergreen 2
La fase 2 è iniziata dopo l'ottenimento da parte della Chiltern della nuova concessione ventennale. Questa fase ha comportato un riallineamento della tratta attraverso Beaconsfield per consentire di incrementare la velocità fino a 120 km/h, il miglioramento del sistema di segnalazione tra High Wycombe e Bicester e tra Princes Risborough e Aylesbury, la costruzione di due nuove piattaforme alla stazione di Marylebone sul sito di vecchi binari morti e la costruzione di un nuovo deposito a Wembley.

### Evergreen 3
Il Ministero dei Trasporti, la Chiltern Railways e la Network Rail hanno raggiunto un accordo nel gennaio 2010 per un piano di miglioramento della Chiltern Main Line da 250 milioni di sterline.
 Questo piano, denominato Evergreen 3, è stato a sua volta suddiviso in due fasi distinte.

#### Fase 1
La fase 1 del progetto, ora completata, include il miglioramento della Chiltern Main Line Marylebone – Birmingham per consentire velocità di 160 km/h su ulteriori 80 km della tratta. Alcuni scambi sulla linea sono stati ricostruiti per consentire maggiori velocità. Due piattaforme addizionali alla stazione di Birmingham Moor Street sono state riaperte nel dicembre 2010. L'avvio dei servizi accelerati, inizialmente previsto per il maggio 2011, è infine avvenuto nel settembre 2011. Come risultato degli incrementi di velocità, i tempi di percorrenza si sono ridotti significativamente. Il tempo di viaggio più rapido in ore di punta da Marylebone a Birmingham Moor Street è ora di 90 minuti, invece dei precedenti 117.

#### Fase 2

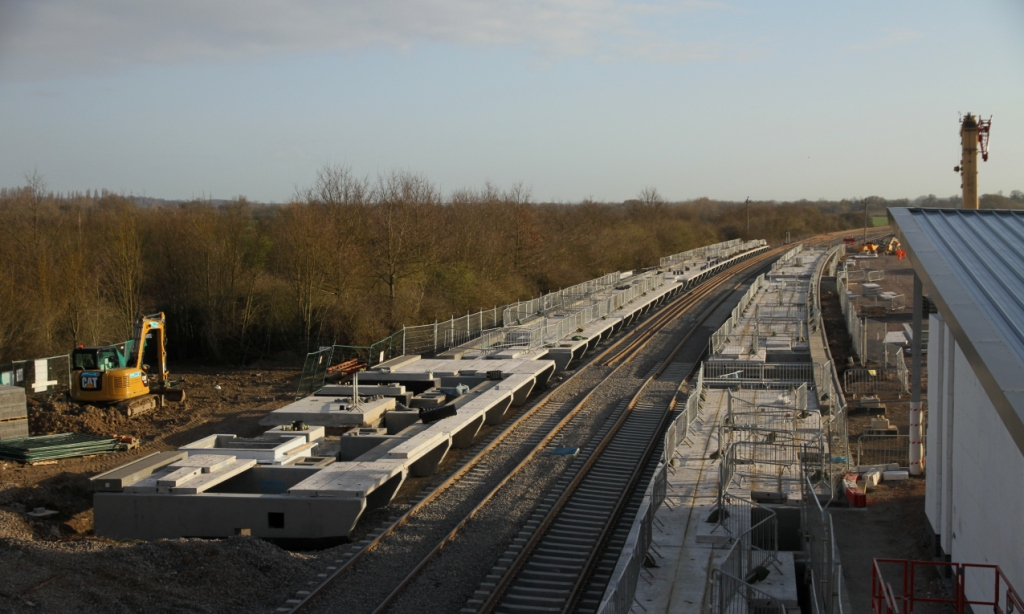
Costruzione della stazione di Oxford Parkway, aprile 2015

Nell'ottobre 2012 il Ministro dei Trasporti ha autorizzato l'inizio dei lavori per la fase 2 del progetto Evergreen 3, con servizi tra Londra Marylebone e Oxford. Nell'ambito di questa fase, un doppio binario della lunghezza di un quarto di miglio è stato costruito per collegare la linea Oxford-Bicester alla Chiltern Main Line, permettendo così di operare un servizio Londra-Oxford. Una nuova stazione, Oxford Parkway, è stata costruita nella località di Water Eaton. Il servizio tra questa stazione e Londra è iniziato il 26 ottobre 2015, mentre la prosecuzione fino alla stazione di Oxford è stata aperta il 12 dicembre 2016. Come parte del progetto, il servizio tra Oxford e Bicester è stato trasferito dalla First Great Western alla Chiltern nel maggio 2011.
L'investimento è stato finanziato con capitale fornito dalla Network Rail, che verrà ripagato attraverso una tariffa sull'infrastruttura per 30 anni, che sarà versata dalla Chiltern fino alla scadenza della concessione e in seguito dal futuro concessionario.
Il consiglio della contea dell'Oxfordshire ha sostenuto il progetto ma ha espresso perplessità circa i benefici della nuova stazione di Oxford Parkway, che si trova nella Green belt.

## Materiale rotabile

### Flotta attuale
| Classe                     | Immagine | Tipo                 | Velocità max. | Velocità max. | Carrozze      | Unità                 | Totale | Linee servite                                               | Costruito |  |
| Classe                     | Immagine | Tipo                 | mph           | km/h          | Carrozze      | Unità                 | Totale | Linee servite                                               | Costruito |  |
| -------------------------- | -------- | -------------------- | ------------- | ------------- | ------------- | --------------------- | ------ | ----------------------------------------------------------- | --------- |  |
| Classe 165/0 Network Turbo |          | DMU                  | 75            | 120           | 2             | 165001-165028         | 28     | Tutti i servizi Chiltern Railways tranne quelli di Mainline | 1990–92   |  |
| Classe 165/0 Network Turbo | 3        | DMU                  | 75            | 120           | 165029-165039 | 11                    |        | Tutti i servizi Chiltern Railways tranne quelli di Mainline | 1990–92   |  |
| Classe 168/0 Clubman       |          | DMU                  | 100           | 160           | 4             | 168001-168005         | 5      | Chiltern Mainline e alcuni servizi locali                   | 1998      |  |
| Classe 168/0 Clubman       |          |                      |               |               |               |                       |        |                                                             |           |  |
| Classe 168/1 Clubman       |          | DMU                  | 100           | 160           | 3             | 168108-168113         | 6      | Chiltern Mainline e alcuni servizi locali                   | 2000      |  |
| Classe 168/1 Clubman       | 4        | DMU                  | 100           | 160           | 168106-168107 | 2                     |        | Chiltern Mainline e alcuni servizi locali                   | 2000      |  |
| Classe 168/2 Clubman       |          | DMU                  | 100           | 160           | 3             | 168214, 168218-168219 | 3      | Chiltern Mainline e alcuni servizi locali                   | 2004      |  |
| Classe 168/2 Clubman       | 4        | DMU                  | 100           | 160           | 168215-168217 | 3                     |        | Chiltern Mainline e alcuni servizi locali                   | 2004      |  |
| Classe 168/3 Clubman       |          | DMU                  | 100           | 160           | 2             | 168321-168329         | 9      | Chiltern Mainline e alcuni servizi locali                   | 2000      |  |
| Classe 172/1 Turbostar     |          | DMU                  | 100           | 160           | 2             | 172101-172104         | 4      | Tutti i servizi Chiltern Railways                           | 2011      |  |
| Classe 68                  |          | Locomotiva Diesel    | 100           | 160           | N/A           | 68008-68015           | 8      | Chiltern Mainline                                           | 2014      |  |
| Mark 3                     |          | Carrozza ferroviaria | 110           | 175           | 6             | N/A                   | 31     | Chiltern Mainline                                           | 1975–88   |  |
| Mark 3                     |          | Carrozza semipilota  | 110           | 175           | N/A           | 82301-82305, 82309    | 6      | Chiltern Mainline                                           | 1988      |  |

## L'incidente di Gerrards Cross
La Tesco propose nel 1996 di costruire un supermercato nei pressi della Stazione di Gerrards Cross. Il progetto, dopo un'iniziale opposizione del consiglio locale, fu approvato nel luglio 1998. Per via della mancanza di aree edificabili nella zona, Tesco aveva proposto di costruire al di sopra della linea ferroviaria. Durante la costruzione, il tunnel parzialmente completato crollò il 30 giugno 2005. Non ci furono feriti, ma la linea rimase chiusa per oltre sei settimane, riaprendo il 30 agosto 2005. La Tesco pagò alla Chiltern Railways e alla Network Rail un indennizzo intorno ai 200 milioni di sterline e si impegnò a finanziare una campagna mediatica per far recuperare alla compagnia i passeggeri persi in seguito alla chiusura della linea. La costruzione del tunnel riprese infine nel gennaio 2009.

## Sviluppi futuri
Oltre ai progetti Evergreen completati, altri possibili miglioramenti alle linee della Chiltern sono stati discussi, ma, al dicembre 2017, non ancora approvati. Questi includono:
- Miglioramento della linea Acton–Northolt (già nota come la New North Main Line) con nuove piattaforme a Old Oak Common, dato che non vi è spazio per espandere la stazione a Marylebone.[33][34]
- Estensione delle piattaforme alle stazioni di South Ruislip, West Ruislip, Saunderton, Kings Sutton, Sudbury Hill Harrow, Sudbury and Harrow Road e Northolt Park, in modo che possano ospitare treni a otto carrozze.
- Ripristino del quadruplo binario tra South Ruislip e West Ruislip, consentendo così ai convogli di fermare in entrambe le stazioni senza bloccare la linea.
- Raddoppio della linea da Princes Risborough ad Aylesbury.
- Costruzione della stazione di interscambio a West Hampstead per consentire un facile interscambio con la London Overground sulla North London Line, con la Jubilee line della metropolitana di Londra e con i servizi della Thameslink.[35]
- Un nuovo servizio Chiltern Metro Service che funzionerebbe con 4 o più treni per ora da Marylebone per Wembley Stadium, Sudbury & Harrow Road, Sudbury Hill Harrow, Northolt Park, South Ruislip e West Ruislip. Questo richiederebbe la costruzione di un binario di inversione a West Ruislip, due bypass a Sudbury Hill Harrow e un bypass a Wembley Stadium.[36]
- Riapertura della linea tra Oxford e Princes Risborough[37], che fornirebbe un'alternativa al percorso Oxford-Londra Paddington. Il tratto fra Oxford e Banbury verrebbe poi annesso alla Chiltern Main Line per creare una deviazione da Princes Risborough a Banbury via Oxford. Questa opzione comporterebbe un costoso incrocio con l'autostrada M40.
- Riapertura della linea tra Oxford e Bedford come parte del progetto East West Rail, e da Aylesbury fino al collegamento con la East West Rail a Claydon Junction, in modo da fornire un collegamento per Milton Keynes e con la West Coast Main Line via Bletchley.[37] Due miglia di questa linea a nord di Aylesbury furono riaperte il 14 dicembre 2008 fino a una nuova stazione, Aylesbury Vale Parkway.[38] A fine 2017 il governo inglese ha però annunciato che è stata fondata un'apposita compagnia privata, la East West Rail Ltd., per costruire e gestire la linea in esclusiva.[39][40]
- Apertura di una linea da Aylesbury fino a una nuova stazione di parcheggio in prossimità delle autostrade M6 e M1 vicino a Rugby.[41] Se questo progetto si realizzasse, significherebbe la riapertura di gran parte della Great Central Main Line, chiusa negli anni sessanta.
- Riapertura della ex diramazione della Great Western Railway per la stazione di Uxbridge High Street, continuando poi fino all'aeroporto di Heathrow. Questo consentirebbe un collegamento diretto tra Birmingham e il più grande aeroporto britannico.
- Estendere il sistema di pagamento tramite Oyster card fino a High Wycombe e Aylesbury.[42]

Dato che il completamento del progetto Evergreen 3 ha soddisfatto gli obblighi della Chiltern Railways di investimento in infrastrutture in base al contratto di concessione, non esiste nessun chiaro percorso verso l'eventuale completamento di uno o più di questi progetti.

## Galleria d'immagini

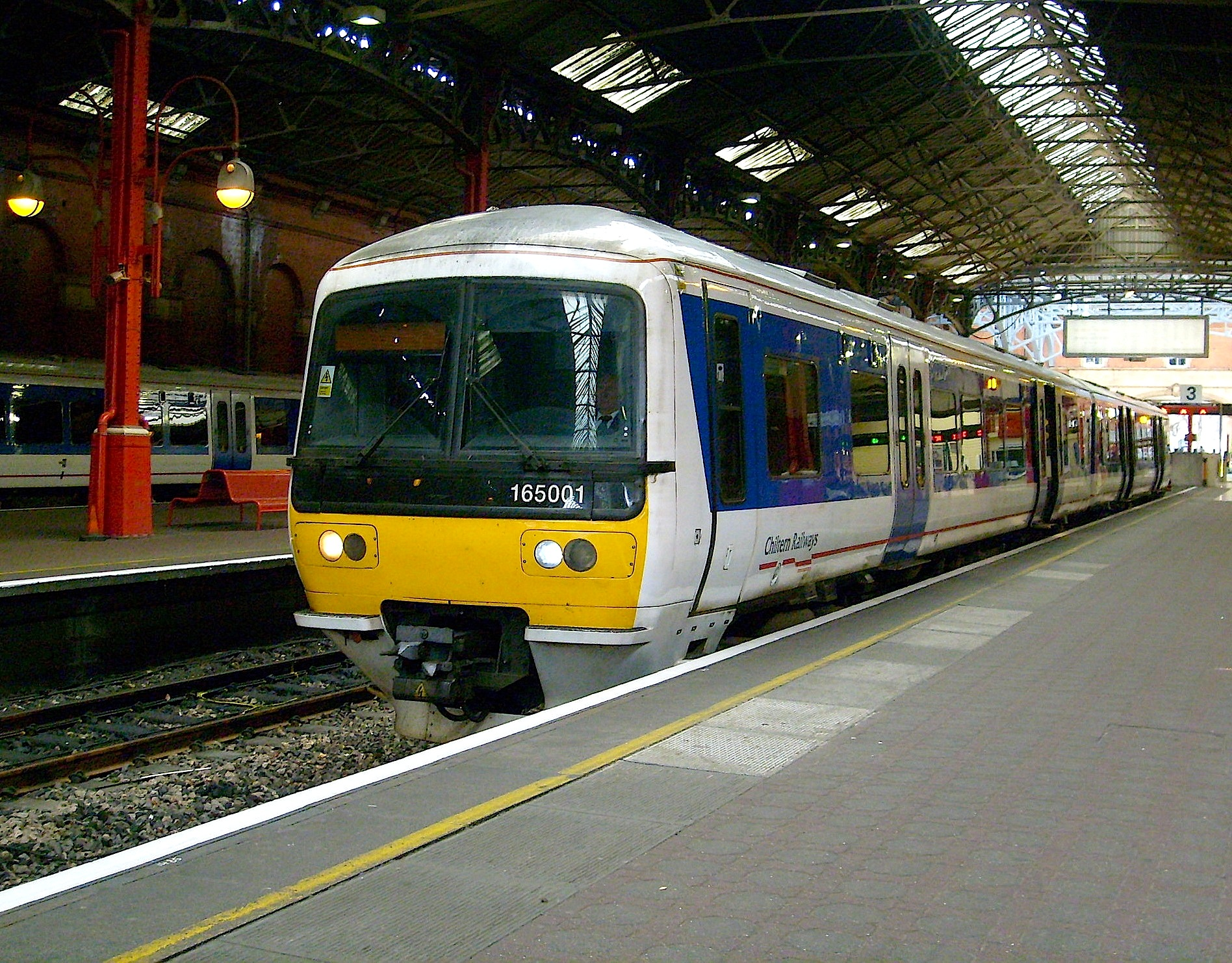
Treno rinnovato n. 165001 della Chiltern Railways alla stazione di Marylebone
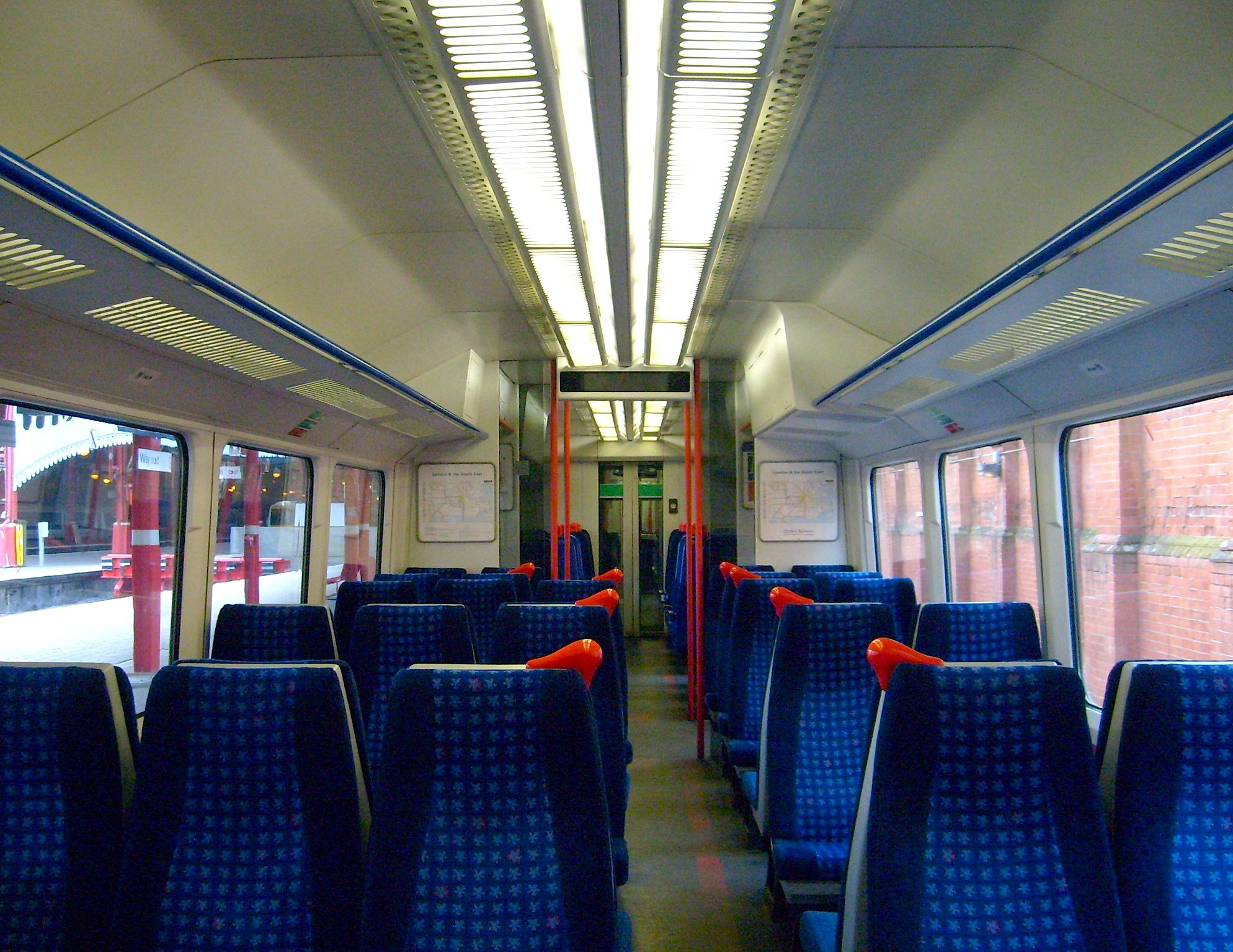
L'interno rinnovato di un treno Chiltern Railways della Classe 165/0
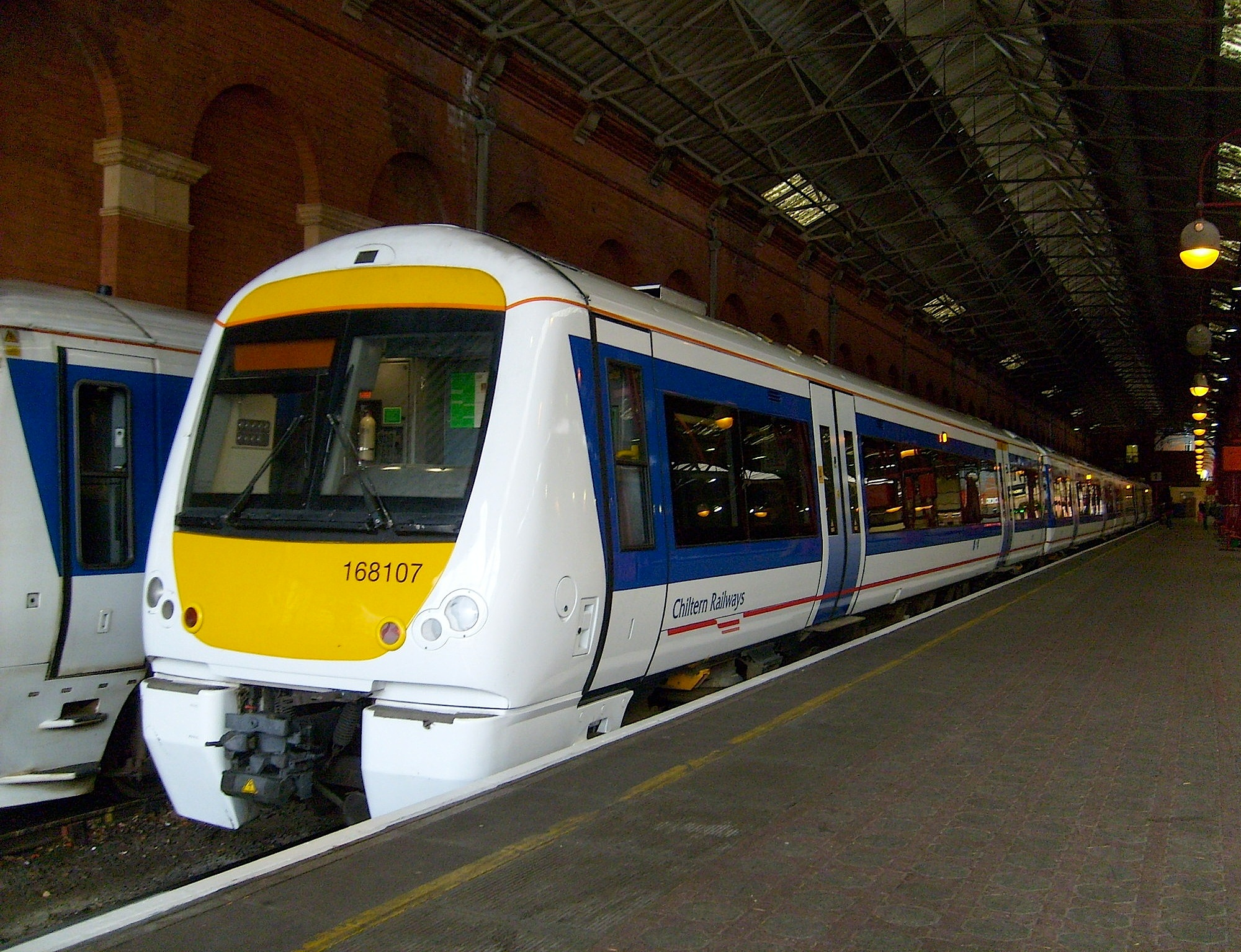
Treno n. 168107 della Chiltern Railways alla stazione di Marylebone
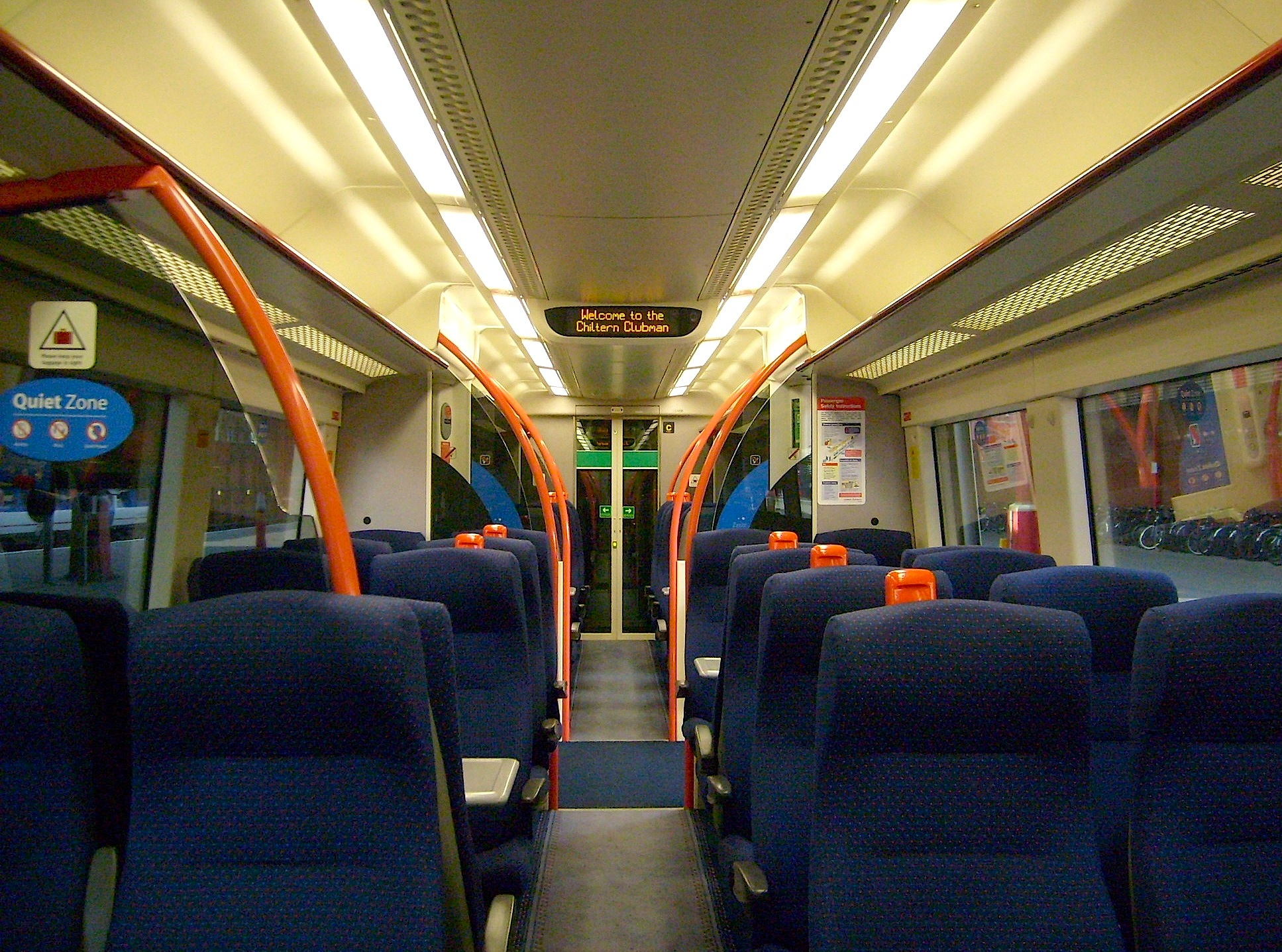
L'interno rinnovato di un treno Chiltern Railways della Classe 168/1